# Луций Випстан Мессалла (консул 115 года)
Луций Випстан Мессалла (лат. Lucius Vipstanus Messalla) — римский государственный деятель начала II века.
Его отцом был военный трибун и известный оратор Луций Випстан Мессалла. О карьере Мессаллы известно лишь то, что в 115 году он занимал должность ординарного консула вместе с Марком Педоном Вергилианом. Его сыном был Луций Випстан Клавдий Попликола Мессала.